# El mal invisible
El mal invisible es una serie de televisión española de habla catalana de thriller creada por Lluís Arcarazo para TV3. Está producida por The Mediapro Studio y protagonizada por David Verdaguer y Ángela Cervantes. Se estrenó en Cataluña en TV3 y 3Cat el 24 de marzo de 2025, y luego en el resto de España en Disney+ el 30 de mayo de 2025.

## Trama
Entre marzo y abril de 2020, dos agentes de homicidios, Quique Molina (David Verdaguer) y Marga Muñoz (Ángela Cervantes), investigan el homicidio de varios indigentes en una Barcelona asolada por el confinamiento por la confinamiento por la pandemia de COVID-19.

## Reparto
- David Verdaguer como Quique Molina
- Ángela Cervantes como Marga Muñoz
- Melina Matthews como Elena Maertens
- Roger Guitart como Max Vilana Maertens
- Victoria Kantch como Rebeca
- Àlex Brendemühl como Quim Vilana
- Giovanni Peixoto como César Galves

## Capítulos
| N.º | Título                                                            | Dirigido por  | Escrito por                                     | Fecha de emisión original | Audiencia       |
| --- | ----------------------------------------------------------------- | ------------- | ----------------------------------------------- | ------------------------- | --------------- |
| 1   | «Estat d'alarma» Transcripción: «Estado de alarma»                | Marta Pahissa | Lluís Arcarazo, Guillermo Cisneros y María Jaén | 24 de marzo de 2025       | 317.000 (16,1%) |
| 2   | «L'home invisible» Transcripción: «El hombre invisible»           | Marta Pahissa | Lluís Arcarazo, Guillermo Cisneros y María Jaén | 24 de marzo de 2025       | 246.000 (15,3%) |
| 3   | «El tercer home» Transcripción: «El tercer hombre»                | Marta Pahissa | Lluís Arcarazo, Guillermo Cisneros y María Jaén | 31 de marzo de 2025       | 237.000 (12,6%) |
| 4   | «Operació sleepers» Transcripción: «Operación sleepers»           | Marta Pahissa | Lluís Arcarazo, Guillermo Cisneros y María Jaén | 7 de abril de 2025        | 290.000 (15,7%) |
| 5   | «La nit del caçador» Transcripción: «La noche del cazador»        | Marta Pahissa | Lluís Arcarazo, Guillermo Cisneros y María Jaén | 14 de abril de 2025       | 265.000 (14,2%) |
| 6   | «La cacera» Transcripción: «La cacería»                           | Marta Pahissa | Lluís Arcarazo, Guillermo Cisneros y María Jaén | 21 de abril de 2025       | 258.000 (15,5%) |
| 7   | «La mort d'un ciclista» Transcripción: «La muerte de un ciclista» | Marta Pahissa | Lluís Arcarazo, Guillermo Cisneros y María Jaén | 5 de mayo de 2025         | 267.000 (13,5%) |
| 8   | «Rebeca» Transcripción: «Rebeca»                                  | Marta Pahissa | Lluís Arcarazo, Guillermo Cisneros y María Jaén | 5 de mayo de 2025         | 243.000 (17,8%) |

## Producción
En abril de 2024, The Mediapro Studio y la CCMA anunciaron que estaban desarrollando la serie de ficción El mal para TV3 y 3Cat, la cual fue creada por Lluís Arcarazo. En mayo de 2024, el rodaje de la serie comenzó en Barcelona, con David Verdaguer y Ángela Cervantes como los protagonistas. El rodaje de la serie finalizó en julio de 2024. En septiembre de 2024, se anunció que el título de la serie había sido expandido de El mal a El mal invisible.

## Lanzamiento y marketing
El 7 de octubre de 2024, El mal invisible tuvo su estreno mundial en el Festival de Cine de Sitges, con la proyección de sus dos primeros capítulos. El 31 de enero de 2025, la CCMA anunció que la serie se estrenaría en TV3 y 3Cat el 24 de marzo de 2025.
En octubre de 2024, Disney+ anunció que había adquirido los derechos de distribución de la serie para el resto de España. En mayo de 2025, Disney+ anunció que estrenaría la serie en el resto de España el 30 de mayo de 2025.